# Quartet Gerhard
El Quartet Gerhard és un quartet de corda català establert l'any 2010 i resident a Berlín. El formen quatre instrumentistes catalans, Lluís Castán (violí) Judit Bardolet (violí) Miquel Jordà (viola) i Jesús Miralles (violoncel), que van conèixer-se durant el grau professional de música i van trobar-se, anys després, per a embrancar-se en un Màster de música de cambra a la ciutat de Basilea. Allà és on van conèixer a un dels seus mentors més destacats, el violinista Rainer Schmidt, del prestigiós Quartet Hagen. Es declaren deutors del també violinista Eberhard Feltz, de qui han rebut consell a la capital d'Alemanya, i d'Oliver Wille, de Hannover, tots tres grans especialistes en l'univers del quartet de corda.
L'elecció del nom del compositor català Robert Gerhard és una declaració, segons els propis membres del quartet, de l'actitud que volen mantenir i transmetre com a formació de cambra. Ser a l'avantguarda de les tendències musicals, i alhora defensar una idea determinada de música, són dues màximes que poden atribuir-se tant al compositor modernista com al quartet que porta el seu nom. El treball discogràfic dels Gerhard (el seu segon disc, Portrait, va sortir la tardor del 2016) posa l'accent en una distinció fonamental en el timbre, una eina indispensable per a la definició d'una opció musical determinada.
La formació és guanyadora del tercer premi a l'International Irene Steels-Wilsing Competition, de Berlin. Ha pres part en festivals com el Bordeaux String Quartet Festival, el Mozartfest Würzburg o el Muzenforum Concerten Bloemendaal. El seu compromís amb la música de nova creació és palès en les seves actuacions a les CNDM series a Madrid o a la Nuit de la Création a Aix-en-Provence. A llarg termini preparen una Acadèmia de Quartet de Corda a Vic, en col·laboració amb el Quartet Casals.